# Мофат
Вижте пояснителната страница за други значения на Мофат.
Мо̀фат (на английски: Moffat, на английски се изговаря по-близко до Мофът, на гаелски Am Magh Fada) е град в южната част на Шотландия. Разположен е в област Дъмфрийс анд Голоуей. Първите сведения за града датират от 12 век. Областният център Дъмфрийс се намира на 18 km на юг от Мофат. Балнеологичен курорт с минерална вода богата на сяра. Има жп гара. На север от града преминава река Анан в своето горно течение. Население 2180 жители от преброяването през 2004 г.  Архив на оригинала от 2012-01-25 в Wayback Machine..